# 20th Television
20th Television è una casa di produzione televisiva statunitense. È sussidiaria di Disney Television Studios, divisione di The Walt Disney Company. 
Lo studio, precedentemente conosciuto come 20th Century Fox Television, è entrato a far parte di Disney Television Studios nel 2018 a seguito dell'acquisizione di 21st Century Fox da parte di Disney.

## Storia
20th Television viene creata nel 1949, con il nome di TCF Television Productions, da 20th Century Studios (allora chiamata 20th Century Fox), in risposta agli altri studi che si stavano espandendo anche nella produzione televisiva. Nel 1958 la società cambia nome in 20th Century Fox Television.
Dal 1986 al 2019 20th Century Fox Television è stata la casa di produzione ufficiale di Fox producendo la maggior parte dei contenuti trasmessi da quest'ultima.
Nel 1989, a seguito di una riorganizzazione aziendale, la 20th Century Fox Television passa sotto il controllo di Twentieth Television Corporation, entità separata da 20th Century Fox ma entrambe controllate da News Corporation. A seguito di questa riorganizzazione lo studio viene rinominato in 20th Television.
A seguito di una ristrutturazione delle società di produzione televisiva della Fox, nel 1994, 20th Television è stata riorientata sulla distribuzione dei programmi; la sua divisione televisiva è stata spostata di nuovo sotto 20th Century Fox e ha ripreso il nome della 20th Century Fox Television.
Nel 2013, News Corporation è stata divisa in due società distinte; la parte cinematografica e televisiva, compresa 20th Century Fox Television, sono passate sotto il controllo di 21st Century Fox, mentre le attività editoriali del gruppo sono passate alla neonata News Corp.. Dall'8 luglio 2013 la 20th Television (la società di distribuzione) viene gestita da 20th Century Fox Television.
Nel luglio 2014, è stato annunciato che le operazioni della Fox Broadcasting Company e della 20th Century Fox Television si sarebbero fuse in una nuova unità, Fox Television Group.
A marzo del 2019 The Walt Disney Company ufficializza l'acquisto di 21st Century Fox e di tutte le sue sussidiarie tra cui anche 20th Century Fox Television e inserisce quest'ultima all'interno dei Disney Television Studios.
Il 10 agosto 2020, la 20th Century Fox Television viene rinominata in 20th Television (il precedente nome del suo ramo di distribuzione, che a sua volta è stato assorbito dalla Disney-ABC Domestic Television), come parte di una riorganizzazione dei Disney Television Studios, nonché per l'eliminazione del brand "Fox" dalle attività precedentemente di 21st Century Fox per evitare confusione con la Fox Network, neonata società nata per gestire i canali Fox dopo la separazione dallo studio. 
Il 1 ° dicembre 2020, Disney annuncia che lo studio appena rinominato in Touchstone Television, precedentemente Fox 21 Television Studios, sarebbe entrato a fare parte di 20th Television.
Come parte di una riorganizzazione interna di Disney Television Studios, 20th Animation viene scorporata da 20th Television.
Il primo ottobre del 2024, a seguito di una riorganizzazione interna, viene annunciato che 20th Television avrebbe completamente assorbito la società sorella ABC Signature.

## Controllate
- ABC Signature
- Touchstone Television
  - Regency Television (50%) (joint venture tra Touchstone Television e New Regency)